# Gouvernement Bocanegra
Cet article présente la composition du gouvernement mexicain sous le président José María Bocanegra, il est l'ensemble des ministres du gouvernement républicain du Mexique. Il est ici présenté dans l'ordre protocolaire. Actuellement les membres du gouvernement exécutif du Mexique ne prennent pas le titre de ministre mais celui de secrétaire.

## Liste des ministres
- Ministre des Relations Extérieures et Intérieures du Mexique
  - (1829 - 1829) : Agustín Viesca y Montes
- Ministre de la Justice et des Affaires Ecclésiastiques du Mexique
  - (1829 - 1829) : José Manuel de Herrera
- Ministre de la Guerre et de la Marine du Mexique
  - (1829 - 1829) : Francisco Moctezuma
- Ministre des Finances du Mexique
  - (1829 - 1829) : Ildefonso Maniau y Torquemada